# Pico/Aliso (métro de Los Angeles)
Ne doit pas être confondu avec Pico (métro de Los Angeles).
Pour les articles homonymes, voir Pico (homonymie).
Pico/Aliso est une station du métro léger de Los Angeles desservie par les rames de la ligne E et située dans le quartier angelin de Boyle Heights en Californie.

## Localisation
Station du métro de Los Angeles en surface, Pico/Aliso est située sur la ligne L parallèlement à la East 1st Street entre South Anderson Street et South Utah Street dans le quartier de Boyle Heights à l'est de Downtown Los Angeles. La U.S. Route 101 est située légèrement à l'est de la station.

## Histoire
Pico/Aliso est mise en service le 15 novembre 2009, lors de la première phase d'extension de la ligne L.

## Service

### Accueil

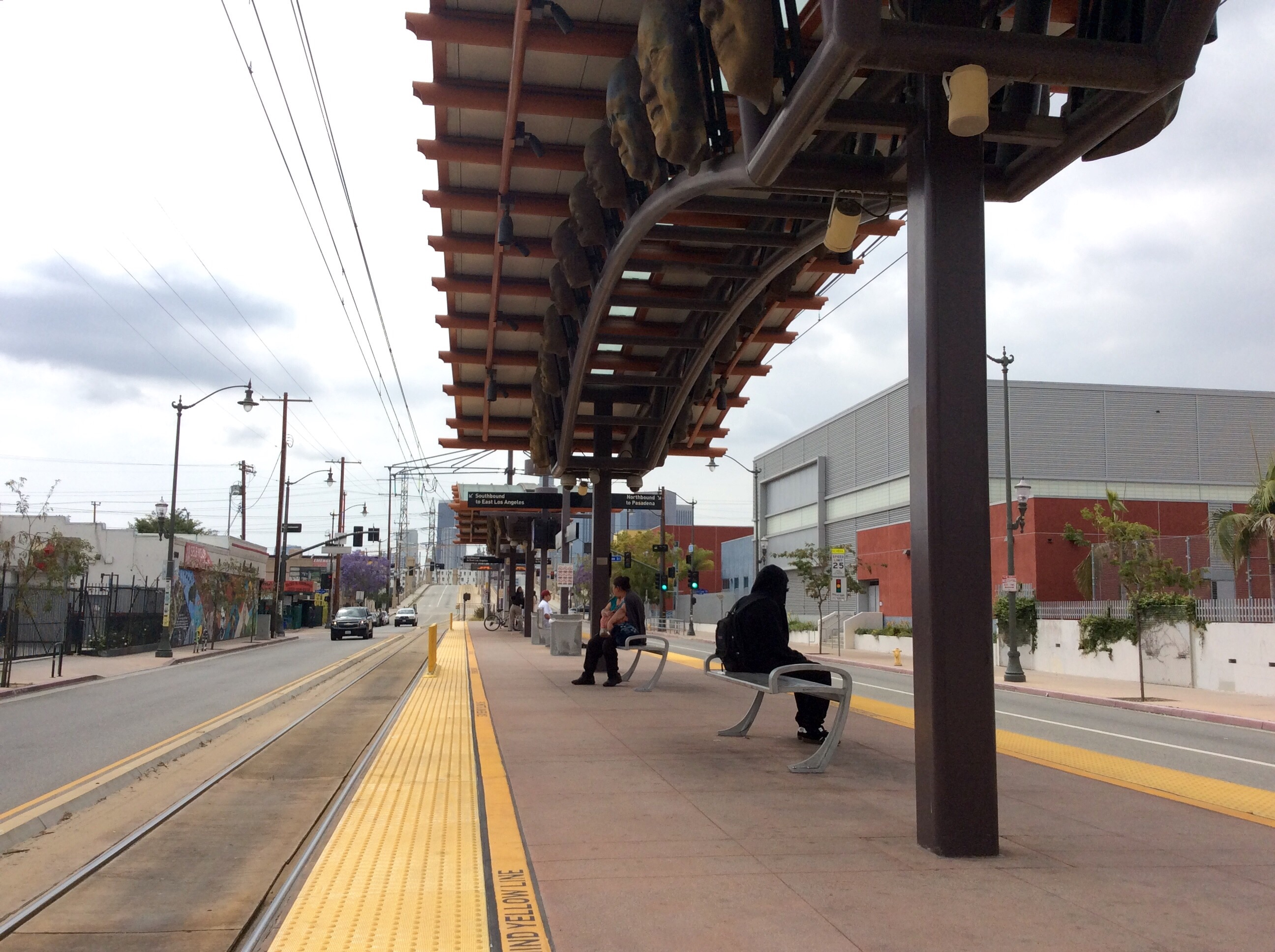
Plateforme de la station, avec l'œuvre de Rob Neilson visible.
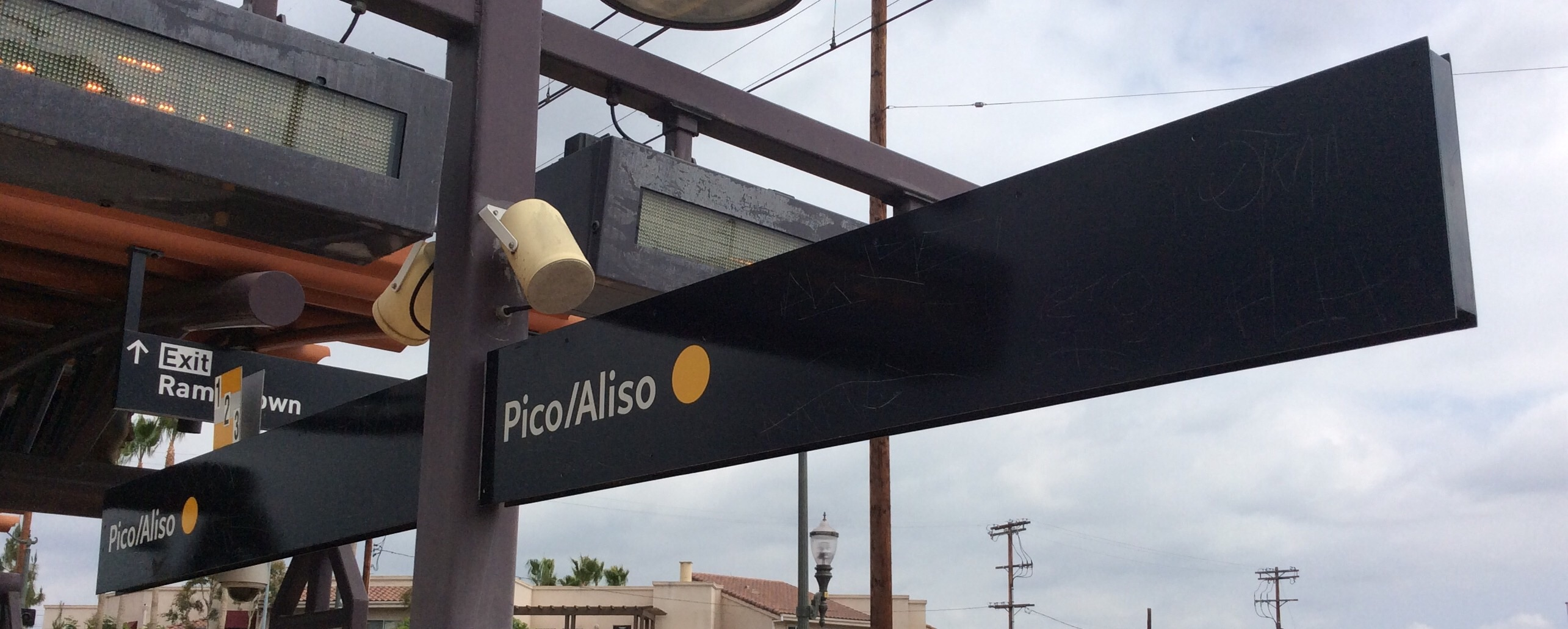
Signalétique.

### Desserte
La station dessert la partie ouest du quartier de Boyle Heights qui consiste en un secteur à dominance résidentielle et industrielle.

### Intermodalité
La station est desservie par la ligne d'autobus 30 de Metro.

## Architecture et œuvres d'art
La station comprend une œuvre de l'artiste Rob Neilson nommée About Place About Face qui consiste en 27 sculptures d'acier représentant des visages de personnes qui vivent ou travaillent dans les environs de la station.